# Lichtenfelsgasse

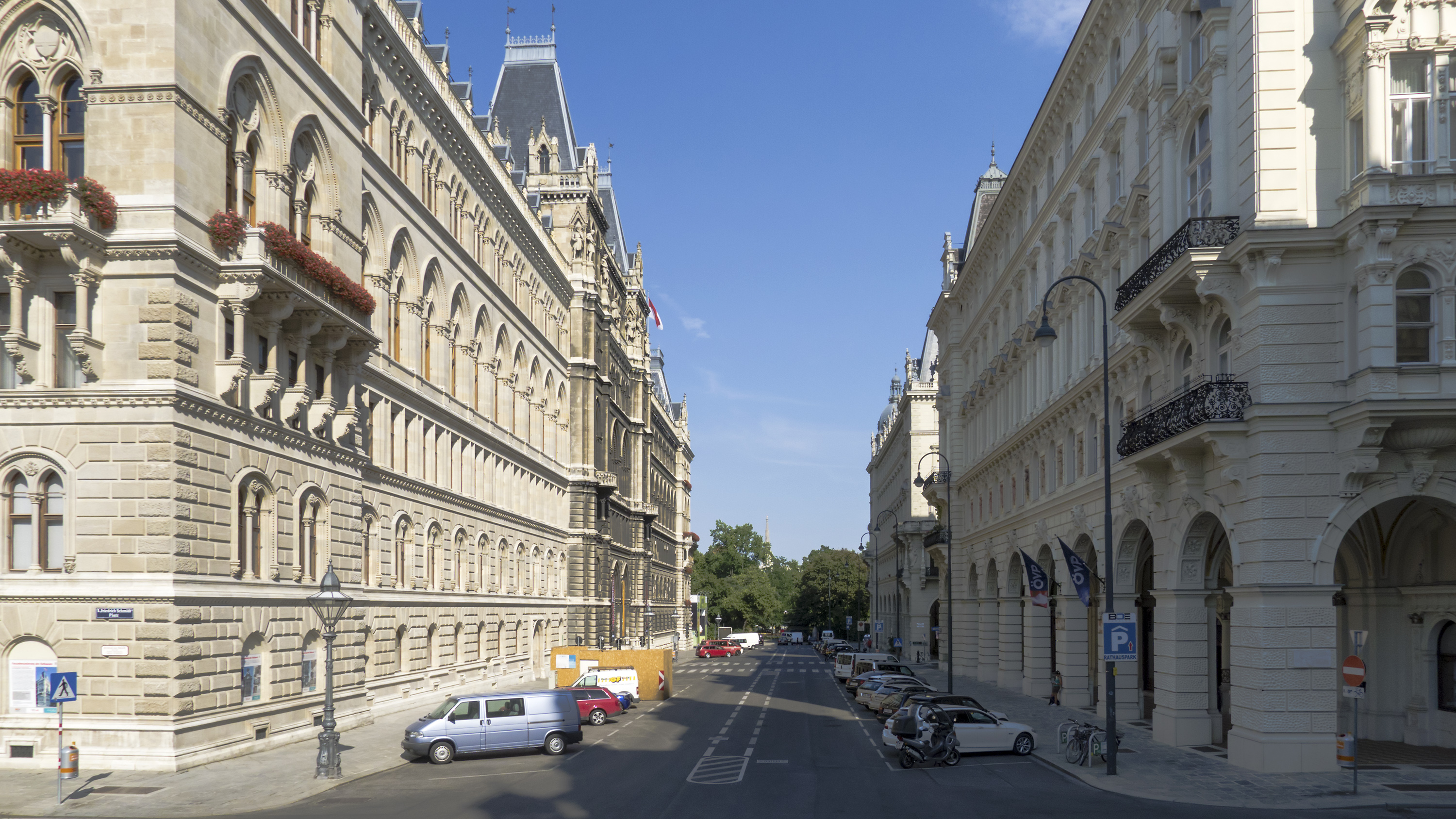
Lichtenfelsgasse, links das Rathaus

Die Lichtenfelsgasse ist eine Straße im 1. Wiener Gemeindebezirk Innere Stadt. Sie wurde 1880 nach dem Juristen und Politiker Thaddäus Peithner von Lichtenfels benannt. Der Begriff "Lichtenfelsgasse" wird im österreichischen Sprachgebrauch oft als Metonymie für die Österreichische Volkspartei verwendet, die in der Lichtenfelsgasse ihren Sitz hat.

## Geschichte
Das Gebiet der heutigen Lichtenfelsgasse gehörte im Mittelalter zur Vorstadt vor dem Widmertor. Seit dem 16. Jahrhundert lag hier das Glacis vor den Wiener Stadtmauern. Von 1783 bis 1870 befand sich der Exerzier- und Paradeplatz an dieser Stelle, ehe im Zuge des Baus der Wiener Ringstraße ab 1870 das Rathausviertel rund um das neue Wiener Rathaus entstand. 1874 wurde die Straße als Bürgermeisterstraße angelegt und 1880 in Lichtenfelsgasse umbenannt.
Außerdem findet jährlich das Wiener Forschungfest in der Lichtenfelsgasse statt.

## Lage und Charakteristik
Die Lichtenfelsgasse verläuft entlang der Südfront des Wiener Rathauses vom Rathausplatz im Osten bis zum Friedrich-Schmidt-Platz im Westen. Der kurze Straßenzug ist einheitlich im strenghistoristischen Stil verbaut.

## Gebäude

### Nummer 1–3
Das Arkadenhaus wurde 1877–1878 von Friedrich von Schmidt und Franz von Neumann im altdeutschen Stil errichtet. Es war das erste monumentale und freistehende Arkadenhaus des Rathausviertels. Es befindet sich am Rathausplatz 7–9.

### Nummer 2 Wiener Rathaus
Die gesamte nördliche Straßenseite der Lichtenfelsgasse wird von der südlichen Seitenfront des Wiener Rathauses eingenommen. Hier befindet sich auch die Rathauswache und eine der beiden Haupteinfahrten des Rathauses. Bei ihm handelt es sich um eines der bedeutendsten Prachtbauten der Ringstraßenzone, das 1872 bis 1883 von Friedrich von Schmidt im neugotischen Stil errichtet wurde. In der Oberzone der Seitenfassade befinden sich Statuen von Vertretern verschiedener Berufe (Tischler, Mechaniker, Goldschmied, Musiker, Bildhauer, Baumeister, Maler, Waffenschmied, Schmied und Schuster).

### Nummer 5–7
Dieses nach drei Seiten freistehende Arkadenhaus wurde 1883 von Franz von Neumann (Nummer 5 / Bartensteingasse 15) und 1888 von Wilhelm Stiassny (Nummer 7 / Rathausstraße 10) im strenghistoristischen Stil erbaut. Seine Gestaltung entspricht der Wiener Neorenaissance. Über einem kreuzrippengewölbten Arkadengang, wie er für die Arkadenhäuser des Rathausviertel vorgeschrieben war, befinden sich hochrechteckige Terrakottareliefs mit Allegorien von Musik, Handel und Gewerbe. Die Eckrisalite tragen Erker. Besonders bemerkenswert ist das neobarocke Vestibül von Nummer 5, das durch toskanische Halbsäulen und Pilaster sowie durch korinthische Säulenädikulen mit Rundnischen gegliedert ist. Ein Deckengemälde stellt die Apotheose der Flora dar. Das Stiegenhaus ist durch stuckierte Putzfelder, dekorierte Türrahmungen, einem Greif am Ansatz des Stiegengeländers und Ätzglasverzierungen ausgezeichnet.
Auf Nummer 7 befindet sich eine Gedenktafel für den Zwölftonmusiker Victor Sokolowski. Seit 1993 ist in diesem Haus die Bundesparteileitung der Österreichischen Volkspartei beheimatet, die davor ihren langjährigen Sitz im Palais Todesco in der Kärntner Straße hatte.

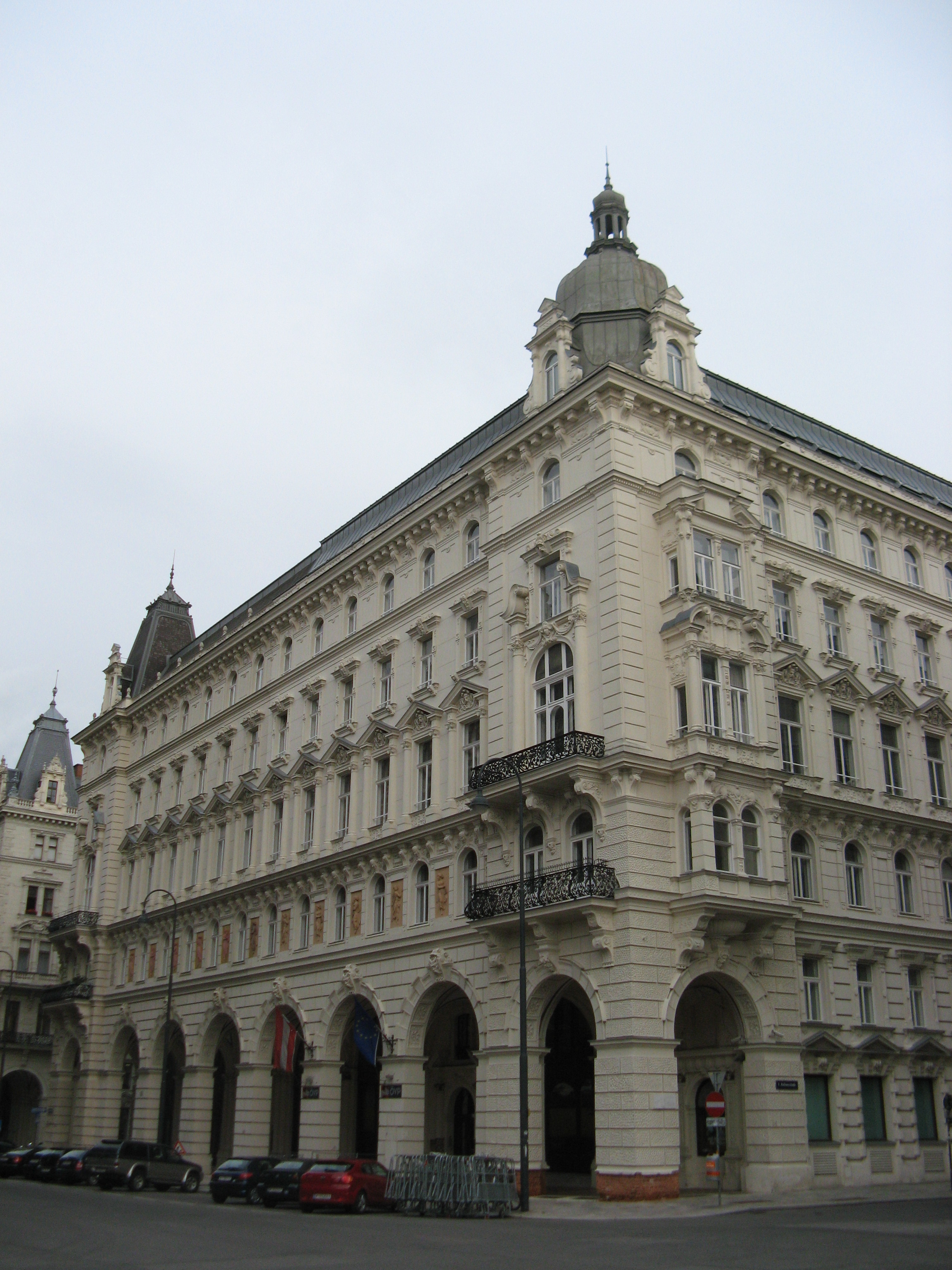
Lichtenfelsgasse 5–7
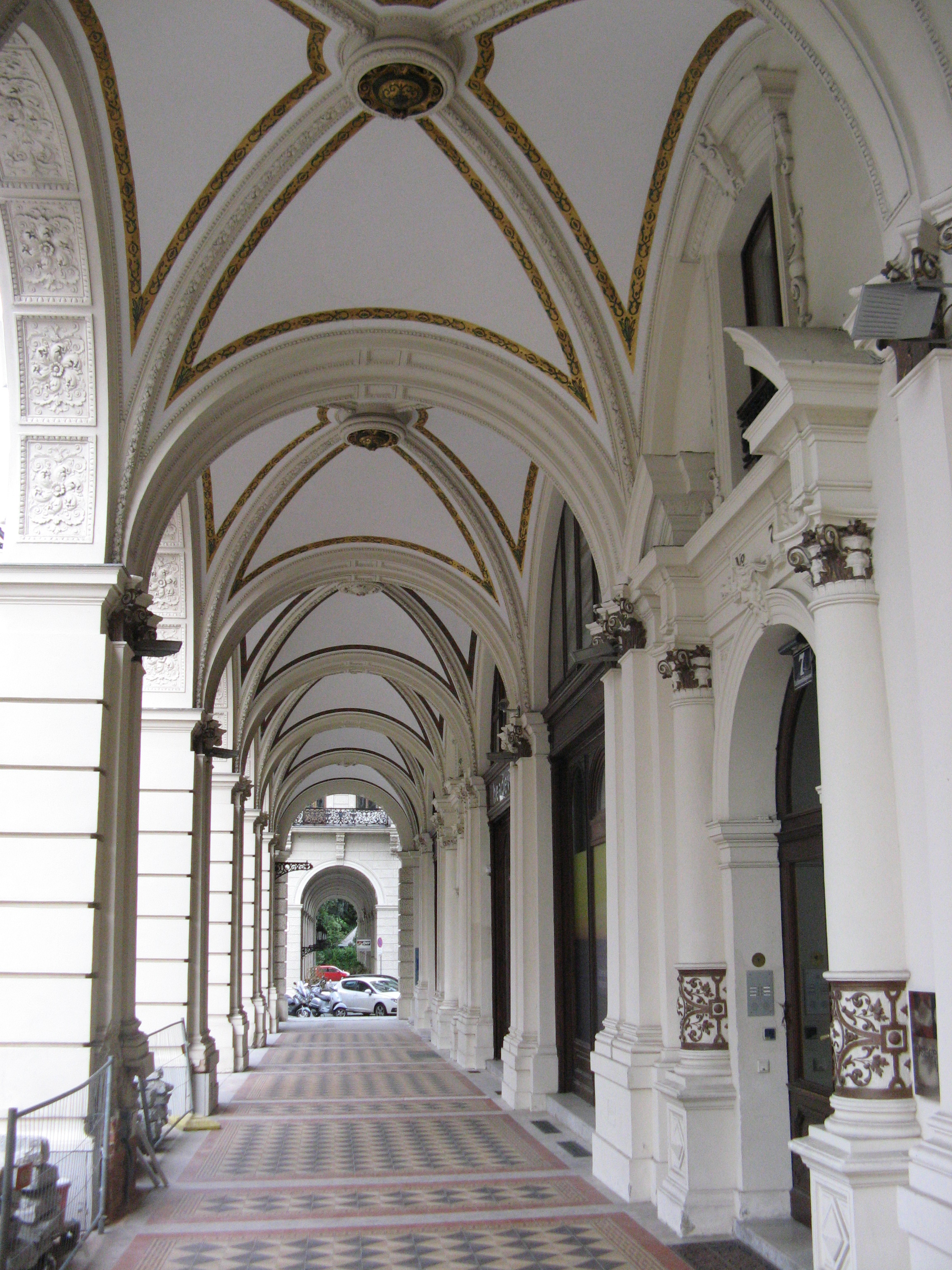
Arkadengang in der Lichtenfelsgasse 5–7